# Liste von Skulpturen und Kleindenkmalen im Großen Garten (Dresden)
Diese Liste von Skulpturen und Kleindenkmalen gibt einen Überblick über die Skulpturen, Plastiken, Reliefs, Medaillons, Tafeln, Stelen und anderen Kleindenkmale im Großen Garten (einschließlich Bürgerwiese und Blüherpark) von Dresden, die in der Liste der Kulturdenkmale im Großen Garten (Dresden) nur teilweise enthalten sind, aber trotzdem von allgemeinem Interesse sind, unabhängig davon, ob sie unter Denkmalschutz stehen oder nicht.
Dies ist eine Teilliste der Liste von Skulpturen und Kleindenkmalen in Dresden.

## Großer Garten (einschließlich Bürgerwiese, Blüherpark und Zoo) (Altstadt II)
| Bild  | Bezeichnung  | Adresse / Lage                                       | Beschreibung | Künstler                                                     | Jahr               |
| ----- | ------------ | ---------------------------------------------------- | --- | ------------------------------------------------------------ | ------------------ |
|       | Skulptur     | Bürgerwiese (Lage)                                   | 4 Skulpturen – Helden der griechischen Geschichte (urspr. für das Marcolinipalais): Perikles                               | Thaddäus Ignatius Wiskotschill, nach 1774                    | 1774               |
|       | Skulptur     | Bürgerwiese (Lage)                                   | 4 Skulpturen – Helden der griechischen Geschichte (urspr. für das Marcolinipalais): Alcibiades                             | Thaddäus Ignatius Wiskotschill, nach 1774                    | 1774               |
|       | Skulptur     | Bürgerwiese (Lage)                                   | 4 Skulpturen – Helden der griechischen Geschichte (urspr. für das Marcolinipalais): Mucius Scaevola                        | Thaddäus Ignatius Wiskotschill, nach 1774                    | 1774               |
|       | Skulptur     | Bürgerwiese (Lage)                                   | 4 Skulpturen – Helden der griechischen Geschichte (urspr. für das Marcolinipalais): Thalestris                             | Thaddäus Ignatius Wiskotschill, nach 1774                    | 1774               |
|       | Plastik      | Bürgerwiese (Lage)                                   | Mozartbrunnen mit den 3 Grazien: Anmut, Ernst und Heiterkeit (für Mozarts Musik)                                           | Hermann Hosaeus, von Eberhard Wolf 1991 rekonstruiert        | 1907               |
|       | Vase         | Bürgerwiese (Lage)                                   | Henkelvase | Thaddäus Ignatius Wiskotschill, nach 1774                    | 1774               |
|       | Skulptur     | Bürgerwiese (Lage)                                   | Marmorskulptur: „Venus, Amor die Flügel beschneidend“                                                                      | Theodor Heinrich Bäumer                                      | 1886               |
|       | Plastik      | Bürgerwiese (Lage)                                   | Bronzeplastik Zwei Mütter                                                                                                  | Heinrich Epler                                               | 1902               |
|       | Skulptur     | Bürgerwiese (Lage)                                   | Marmorskulptur: Badende | Bruno Fischer                                                | 1908               |
|       | Büste        | Bürgerwiese (Lage)                                   | Otto-Ludwig-Büste | Arnold Kramer                                                | 1901               |
|       | Relief       | Bürgerwiese / Lennéplatz (Lage)                      | Relief zum Gedenken an Peter Joseph Lenné                                                                                  | Egmar Ponndorf                                               | 1989               |
|       | Relief       | Bürgerwiese / Lennéplatz                             | Relief zum Gedenken an Peter Joseph Lenné                                                                                  | Egmar Ponndorf                                               | 1989               |
|       | Plastik      | Bürgerwiese / Großer Garten (Lage)                   | Betonplastik: Siegfried-Brunnen                                                                                            | Franz Weschke                                                | 1936               |
|       | Vase         | Blüherpark (Lage)                                    | Zwei Henkelvasen |                                                              |                    |
|       | Vase         | Blüherpark (Lage)                                    | Vase |                                                              |                    |
|       | Brunnen      | Blüherpark (Lage)                                    | Brunnen im Blüherpark |                                                              |                    |
|       | Skulptur     | Blüherpark (Lage)                                    | Skulptur: Herakles und Megara                                                                                              | Thaddäus Ignatius Wiskotschill, um 1780, neuaufgestellt 2006 | 1780               |
|       | Skulptur     | Blüherpark (Lage)                                    | Skulptur: Mars und Venus                                                                                                   | Thaddäus Ignatius Wiskotschill, um 1780, neuaufgestellt 2006 | 1780               |
|       | Skulptur     | Blüherpark (Lage)                                    | Skulptur: Merkur und Minerva                                                                                               | Thaddäus Ignatius Wiskotschill, um 1780, neuaufgestellt 2012 | 1780               |
|       | Plastik      | Blüherpark                                           | Bronzeplastik: Hygieia im Deutschen Hygiene-Museum Dresden                                                                 | Karl Albiker, 1992 von Wilhelm Landgraf restauriert          | 1930               |
|       | Glasfenster  | Blüherpark                                           | Glasmosaikfenster im Treppenhaus des Deutschen Hygiene-Museum in Dresden                                                   | Richard Morgenthal (1929)                                    | 1948–50 ausgeführt |
|       | Glasfenster  | Blüherpark                                           | Glasmosaikfenster im Treppenhaus des Deutschen Hygiene-Museum in Dresden                                                   | Richard Morgenthal (1929)                                    | 1948–50 ausgeführt |
|       | Skulptur     | Blüherpark                                           | Skulptur Löwe im Foyer des Deutschen Hygiene-Museums                                                                       |                                                              | 1930               |
|       | Plastik      | Blüherpark (Lage)                                    | Plastik Ballwerfer vor dem Hygienemuseum, nach einem Vorbild Ewald Redams                                                  | Richard Daniel Fabricius, erneuert 1983                      | 1907               |
|       | Skulptur     | Lingneralle                                          | Sandstein-Skulptur Liegender männlicher Akt                                                                                | Charlotte Sommer-Landgraf                                    | 1977               |
|       | Plastik      | Lingneralle / Blüherstr. (Lage)                      | Bronzeplastik: Marktfrau am Marktfrauenbrunnen                                                                             | Matthias Jackisch                                            | 2009               |
|       | Stelen       | Helmut-Schön-Allee (Lage)                            | Ilgen-Obelisk, zwei Stelen zur Erinnerung an Hermann Ilgen mit Porträtkopf                                                 |                                                              | 1923               |
|       | Porträtkopf  | Helmut-Schön-Allee (Lage)                            | Porträtkopf am Ilgen-Obelisk zur Erinnerung an Hermann Ilgen                                                               |                                                              | 1923               |
|       | Skulptur     | Großer Garten, Lennéstr. (Lage)                      | Sandsteinskulptur: Herkules mit Lernäischer Schlange                                                                       | Permoser Werkstatt                                           | 1690               |
|       | Skulptur     | Großer Garten, Lennéstr. (Lage)                      | Sandsteinskulptur: Ruhender Herkules                                                                                       | Permoser Werkstatt                                           | 1690               |
|       | Lapidarium   | Großer Garten, Lennéstr. am Straßburger Platz (Lage) | Lapidarium |                                                              |                    |
|       | Skulptur     | Großer Garten / Botanischer Garten                   | Skulptur „Drei Grazien“ im Botanischen Garten Dresden                                                                      | Frank Maasdorf                                               | 1979               |
|       | Skulptur     | Großer Garten / Botanischer Garten                   | Skulptur Liegende im Botanischen Garten Dresden                                                                            | Egmar Ponndorf                                               |                    |
|       | Vase         | Großer Garten, Lennéstr. / Hauptallee (Lage)         | Vase: Vier Elemente (Feuer, Wasser, Erde, Luft) Kopie im Sept. 2021 neuaufgestellt                                         | Antonio Corradini, um 1720                                   | 1720               |
|       | Vase         | Großer Garten, Lennéstr. / Hauptallee (Lage)         | Vase: Vier Erdteile (Europa, Afrika, Asien, Amerika) Kopie im Sept. 2021 neuaufgestellt                                    | Antonio Corradini, um 1720                                   | 1720               |
|       | Mosaik       | Großer Garten (Lage)                                 | Mosaikbrunnen | Hans Poelzig                                                 | 1926               |
|       | Relief       | Großer Garten / Herkulesallee                        | Sonnen-Relief am Sonnenhäusel                                                                                              |                                                              |                    |
|       | Skulptur     | Großer Garten, Hauptallee (Süd) (Lage)               | Marmorskulptur: Kentaurengruppe Nessos und Deianeiro                                                                       | Antonio Corradini, um 1720                                   | 1720               |
|       | Skulptur     | Großer Garten, Hauptallee (Nord) (Lage)              | Marmorskulptur: Kentaurengruppe Eurytion und Hippodameia                                                                   | Antonio Corradini, um 1720                                   | 1720               |
|       | Skulptur     | Großer Garten, Hauptallee (Lage)                     | Marmorskulptur: „Die Zeit entführt die Schönheit“, auch „Boreas entführt Oreithya“                                         | Pietro Balestra                                              | 1722               |
|       |              | Großer Garten (Lage)                                 | Skulpturen am Palais im Großen Garten                                                                                      |                                                              | 1678–83            |
|       | Vase         | Großer Garten, Hauptallee (nordwestl.) (Lage)        | 4 Brühl-Vasen am Palaisteich: Meleagros lehnt die Trophäe ab – den Kopf des Kalydonischen Eber – und übergibt sie Atalante | Entwurf: Stefano Torelli, urspr. Marcolinipalais, um 1740    | 1740               |
|       | Vase         | Großer Garten, Hauptallee (nordöstl.) (Lage)         | 4 Brühl-Vasen am Palaisteich: Das Ende des Herakles                                                                        | Entwurf: Stefano Torelli, urspr. Marcolinipalais, um 1740    | 1740               |
|       | Vase         | Großer Garten, Hauptallee (südwestl.) (Lage)         | 4 Brühl-Vasen am Palaisteich: Zeus als Stier                                                                               | Entwurf: Stefano Torelli, urspr. Marcolinipalais, um 1740    | 1740               |
|       | Vase         | Großer Garten, Hauptallee (südöstl.) (Lage)          | 4 Brühl-Vasen am Palaisteich: Flussgott Acheloos und Nymphen                                                               | Entwurf: Stefano Torelli, urspr. Marcolinipalais, um 1740    | 1740               |
|       | Vase         | Großer Garten, Hauptallee (Lage)                     | Üppigkeitsvase: Amor und Psyche, Relief Alexanderschlacht                                                                  | Antonio Corradini, Replik von 2007                           | 1720               |
|       | Tafel        | Großer Garten, Hauptallee (Lage)                     | Tafel zur Erinnerung an den Kgl. Oberhof-Gärtner Friedrich Bouché am südwestl. Kavalierhaus                                |                                                              |                    |
|       | Skulptur     | Großer Garten (Lage)                                 | Brunnenplastik vom Nymphenbrunnen                                                                                          |                                                              |                    |
|       | Skulptur     | Großer Garten, nördlich vom Palaisteich (Lage)       | Marmorskulptur: „Die Zeit enthüllt die Wahrheit“                                                                           | Antonio Corradini, um 1720                                   | 1720               |
|       | Skulptur     | Großer Garten, Tiergartenstr. (Lage)                 | Skulpturengruppe: Löwenpaar, hier seit 1863 (urspr. Treppe zur Brühlschen Terrasse)                                        | Christian Gottlieb Kühn                                      | 1814               |
|       | Vase         | Großer Garten, Stübelallee (westl.) (Lage)           | Schmuckvase: Venus und Adonis (aus dem Prinz-Johann-Georg-Garten)                                                          | um 1715                                                      | 1715               |
|       | Vase         | Großer Garten, Stübelallee (östl.) (Lage)            | Schmuckvase: Tod des Adonis oder Echo und Narziss (aus dem Prinz-Johann-Georg-Garten)                                      | um 1715                                                      | 1715               |
|       | Skulptur     | Großer Garten, Karcherallee (Lage)                   | Sandsteinskulptur: Herkules mit dem erschlagenen Busiris                                                                   | Permoser Werkstatt                                           | 1690               |
|       | Skulptur     | Großer Garten, Karcherallee (Lage)                   | Sandsteinskulptur: Herkules im Kampf mit dem Höllenhund Cerberus                                                           | Permoser Werkstatt                                           | 1690               |
|       | Skulptur     | Großer Garten, Karcherallee (Süd) (Lage)             | Sandsteinskulptur: Atalante und Meleagros                                                                                  | Johann Christian Kirchner, um 1719                           | 1719               |
|       | Skulptur     | Großer Garten, Karcherallee (Nord) (Lage)            | Sandsteinskulptur: Aphrodite und Adonis mit dem Knaben Eros                                                                | Johann Christian Kirchner, um 1719                           | 1719               |
|       | Tafel        | Großer Garten                                        | Tafel an der Freiluftbühne im Großen Garten                                                                                |                                                              | 1955               |
|       | Schlussstein | Großer Garten                                        | Drei Schlusssteine an der Freiluftbühne im Großen Garten                                                                   |                                                              | 1955               |
|       | Plastik      | Großer Garten / Tiergartenstr. (Lage)                | Plastiken vor dem Zoo: Kraniche                                                                                            | Ulrich Eißner                                                |                    |
|       | Plastik      | Großer Garten / Tiergartenstr. (Lage)                | Plastiken vor dem Zoo: Orang-Utan                                                                                          | Ulrich Eißner                                                |                    |
|       | Plastik      | Großer Garten / Tiergartenstr. (Lage)                | Bronzeplastik vor dem Zoo: Wildschwein                                                                                     | Waldemar Grzimek                                             |                    |
|       | Plastik      | Großer Garten / Tiergartenstr.                       | Plastiken im Zoo: Löwengruppe                                                                                              | Otto Pilz                                                    |                    |
|       | Plastik      | Großer Garten / Tiergartenstr.                       | Plastik im Zoo: Faunjunge mit zwei Bären                                                                                   | Otto Pilz                                                    |                    |
|       | Plastik      | Großer Garten / Tiergartenstr.                       | Plastik im Zoo: Afrikaner mit Tier                                                                                         | Erich Hösel                                                  |                    |
| fehlt | Plastik      | Großer Garten / Tiergartenstr.                       | Plastiken im Zoo: Marabu                                                                                                   | Ulrich Eißner                                                |                    |
|       | Plastik      | Großer Garten / Tiergartenstr.                       | Plastiken im Zoo: Zwei Löwen                                                                                               |                                                              |                    |
|       | Plastik      | Großer Garten / Tiergartenstr.                       | Bronze-Plastik im Zoo: Adler                                                                                               |                                                              |                    |
|       | Stele        | Großer Garten / Tiergartenstr.                       | Stele im Zoo: ehem. Zoodirektor Prof. Gustav Brandes                                                                       |                                                              |                    |
|       | Stele        | Großer Garten / Tiergartenstr.                       | Stele im Zoo: ehem. Zoodirektor Prof. Wolfgang Ullrich                                                                     |                                                              |                    |